# Kappa Centauri
Kappa Centauri is een dubbelster in het sterrenbeeld Centaur.